# La herida luminosa (película)
La herida luminosa es una película española, dirigida por José Luis Garci, basada en la obra de teatro homónima de Josep María de Sagarra. Hay una versión cinematográfica previa, estrenada en 1956, con dirección de Tulio Demicheli y con actuación principal de Amparo Rivelles.

## Argumento
Ambientada en la España de los años 50, La herida luminosa se centra en la difícil relación en el seno de un matrimonio de clase burguesa: el formado por Doctor Enrique Molinos (Fernando Guillén) y Doña Isabel (Mercedes Sampietro). Enrique recupera la ilusión al enamorarse de Julia (Beatriz Santana), una joven colega. Su esposa se convierte en un obstáculo para sus planes de futuro, por lo que comienza a planear el matarla.

## Reparto
| Actor/Actriz                | Personaje      |
| --------------------------- | -------------- |
| Fernando Guillén            | Doctor Molinos |
| Mercedes Sampietro          | Doña Isabel    |
| Julia Gutiérrez Caba        | Sor Benedicta  |
| María Massip                | Escolástica    |
| Beatriz Santana             | Julia          |
| Neus Asensi                 | Jovita         |
| Cayetana Guillén Cuervo     | Sor María      |
| Juan Calot                  | Gálvez         |
| Concha Gómez Conde          | Florista       |
| Norma Garci                 |                |
| María Elena Flores          | Jugadora       |
| Alicia Rozas                | Niña           |
| José Luis Merino            |                |
| María De Los Reyes Martínez |                |
| Lourdes De Orduña           |                |
| Dolores Aguado              |                |
| Ana Belén Sánchez           |                |
| Rosa Villacastín            |                |
| Aurora Carbonell            |                |